# Cab forward
 (juillet 2023).
Si vous disposez d'ouvrages ou d'articles de référence ou si vous connaissez des sites web de qualité traitant du thème abordé ici, merci de compléter l'article en donnant les références utiles à sa vérifiabilité et en les liant à la section « Notes et références ».

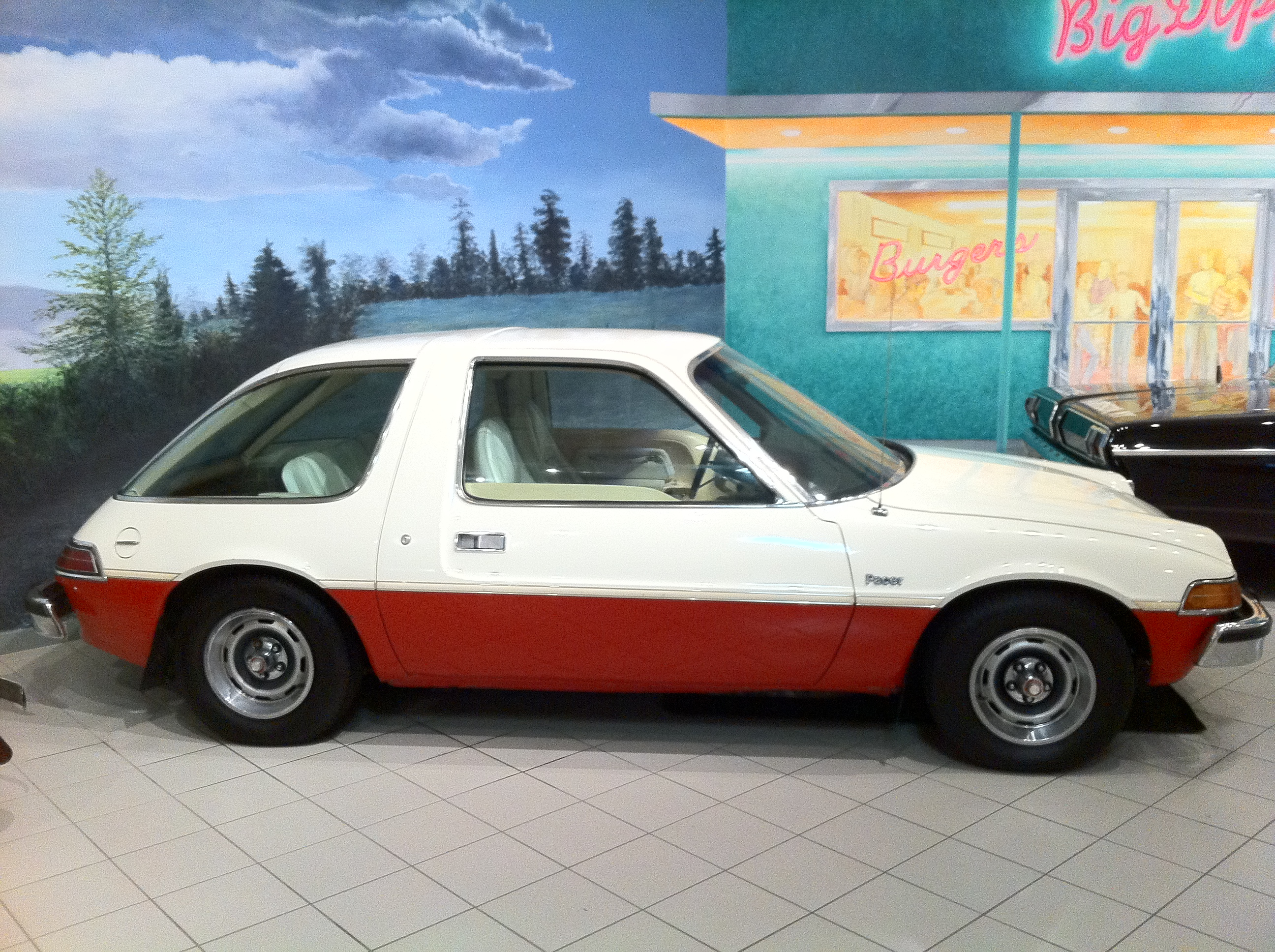
L'AMC Pacer est un exemple de design Cab forward

Le terme Cab forward est utilisé dans le domaine automobile et ferroviaire pour les designs plaçant le compartiment conducteur significativement plus en avant qu'il n'est commun de le faire. 

## Histoire

### Automobile

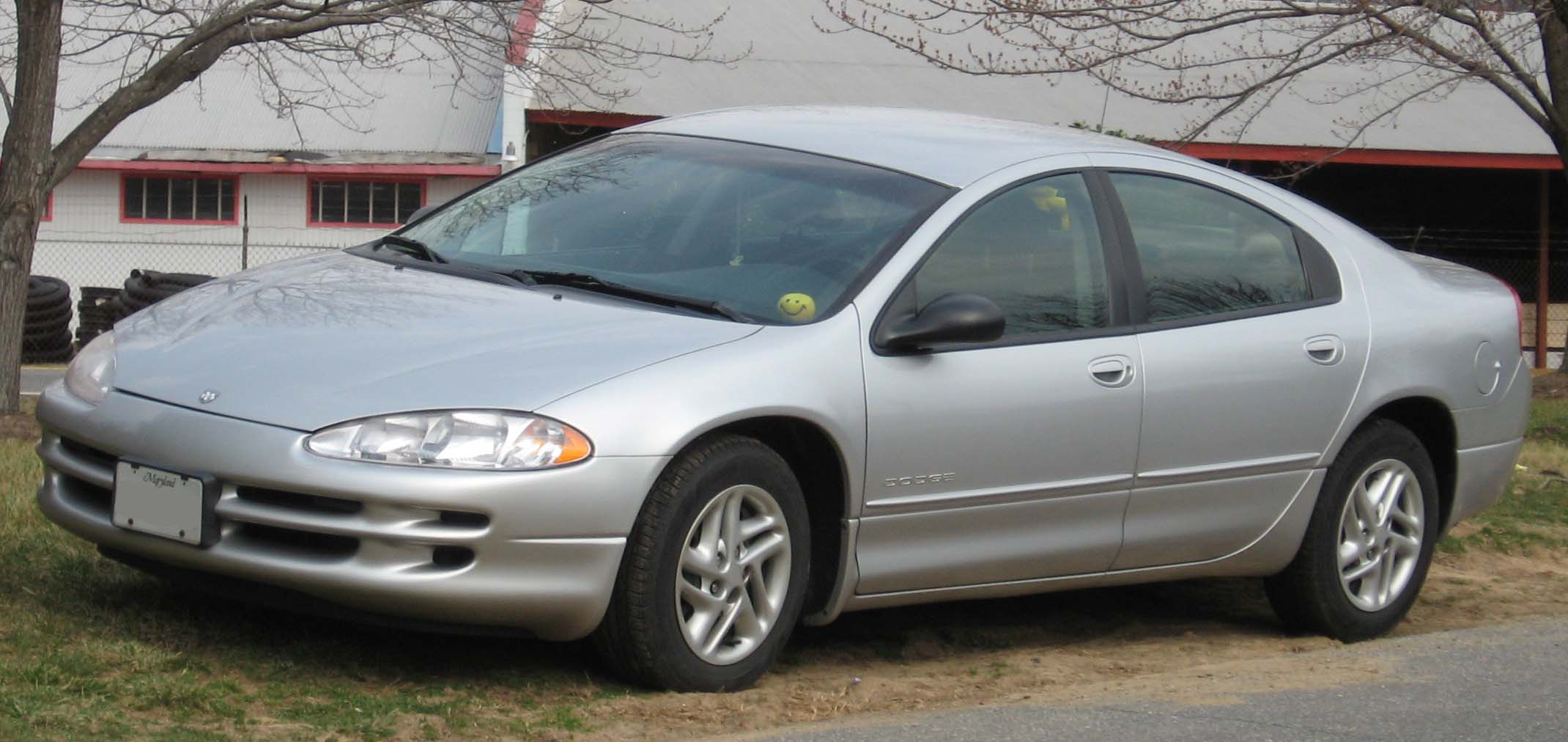
La Dodge Intrepid est l'un des exemples les plus connus du Cab forward

La première voiture introduisant le concept du Cab forward était la Pacer, introduite en 1975 par l'American Motors Corporation (AMC). Son habitacle a été déplacé vers l'avant et le pare-brise a été placé sur une partie du compartiment moteur.
Ce concept a été utilisé par Chrysler en 1992. La cabine des passagers était poussée vers l'avant de sorte que les roues avant soient directement accolées au bord des portes avant, le pare-brise était prolongé au-dessus du moteur et les roues arrière étaient déplacées vers les coins arrière du véhicule. Le déplacement des roues vers les bords a permis aux concepteurs d'agrandir l'intérieur tout en améliorant la conduite, y compris dans les virages.
De nombreux modèles construits à partir de 1993 à 2004 ont été spécifiquement commercialisés comme des voitures Cab forward. Chrysler a affirmé être le premier à appliquer ces fonctionnalités pour une voiture de grande taille : on peut citer par exemple la Chrysler Stratus, la Chrysler 300M ou encore la Chrysler Vision ; mais d'autres constructeurs ont fait de même, citons par exemple la Dodge Venom.

### Véhicules utilitaires

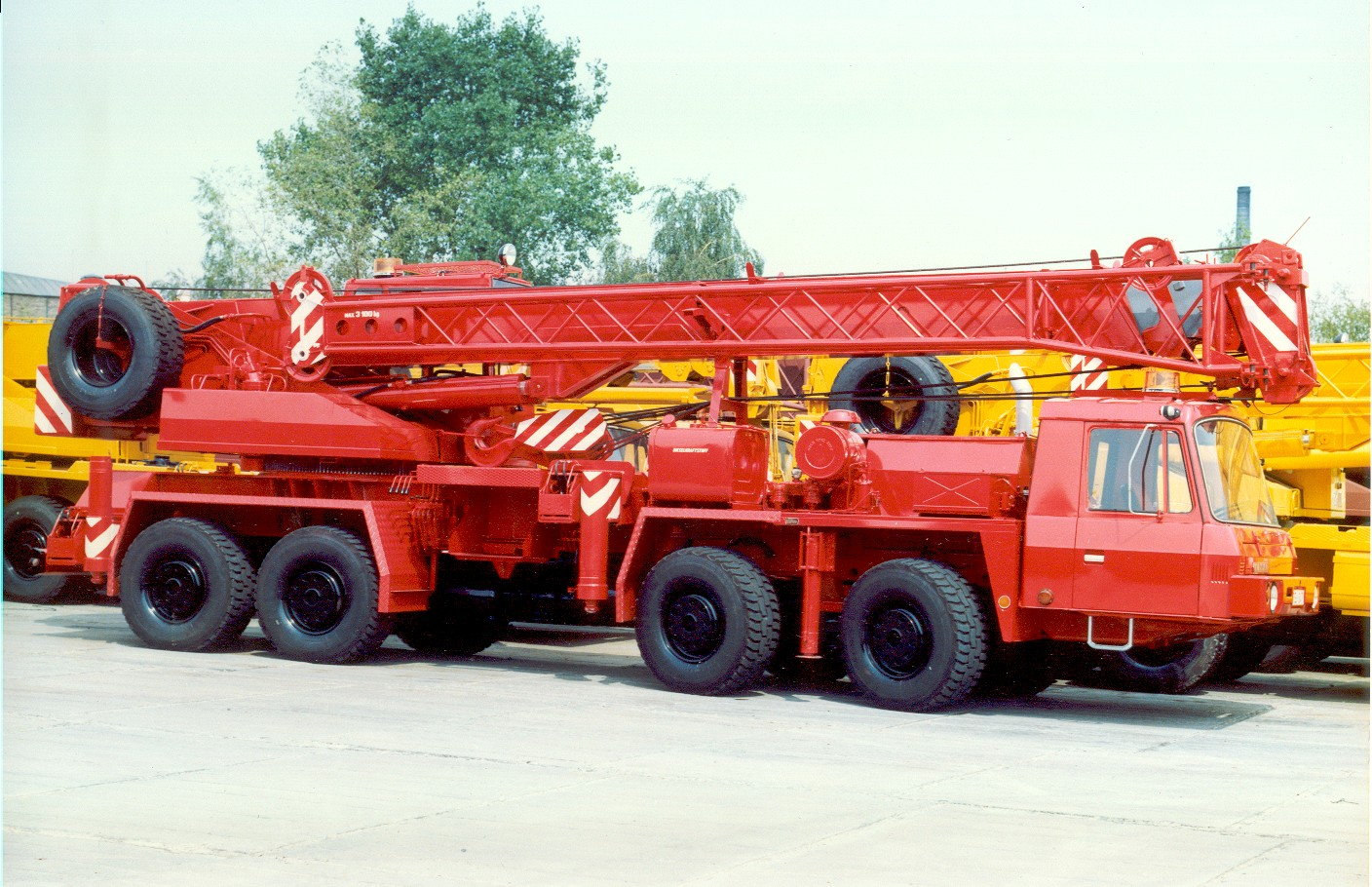
Tatra 815 version cabine basse située en avant du moteur

On parle également de véhicule Cab forward pour les bus ou les camions où le conducteur est situé au dessus ou devant l'essieu avant. Ces véhicules sont donc les bus et les camions européens ou japonais.